# Военная медаль (Норвегия)
Военная медаль – военная государственная награда Королевства Норвегия.

## История
Военная медаль была учреждена королём Норвегии Хоконом VII 23 мая 1941 года для вручения норвежским или иностранным военным или гражданским лицам, которые принимали активное участие в борьбе за Норвегию в ходе Второй Мировой войны. Медаль могла присуждаться посмертно всем норвежцам и иностранцам, которые воевали в вооружённых силах Норвегии или торгового флота, и погибли на территории Норвегии.
В 1951 году вручение медали было прекращено, однако в 1979 году королевским указом было определено, что данная медаль должна быть вручена норвежским и иностранным морякам, служившим на норвежском судоходном и торговом флотах во время Второй Мировой войны в течение 18 месяцев или на борту судов королевского военно-морского флота.
В 2010 году вручение медали было опять возобновлено.
Медаль могла вручаться неоднократно, в этом случае на ленту добавлялась бронзовая пятиконечная звезда (до трёх штук).

## Описание
Медаль круглой формы из бронзы.
Аверс несёт на себе профильный портрет царствующего монарха. По окружности надписи: вверху – имя правящего монаха, внизу – девиз правящего монарха.
На реверсе – вверху по окружности надпись: «KRIGSMEDALJE»; внизу две дубовые ветви, над которыми у краёв две королевские монограммы.
В верхней части медали припаяно звено в виде двух дубовых веточек, при помощи которых медаль крепится к ленте.
Лента медали красного цвета с четырьмя жёлтыми полосками, крайние из которых чуть уже двух других.